# Commercial Resupply Services

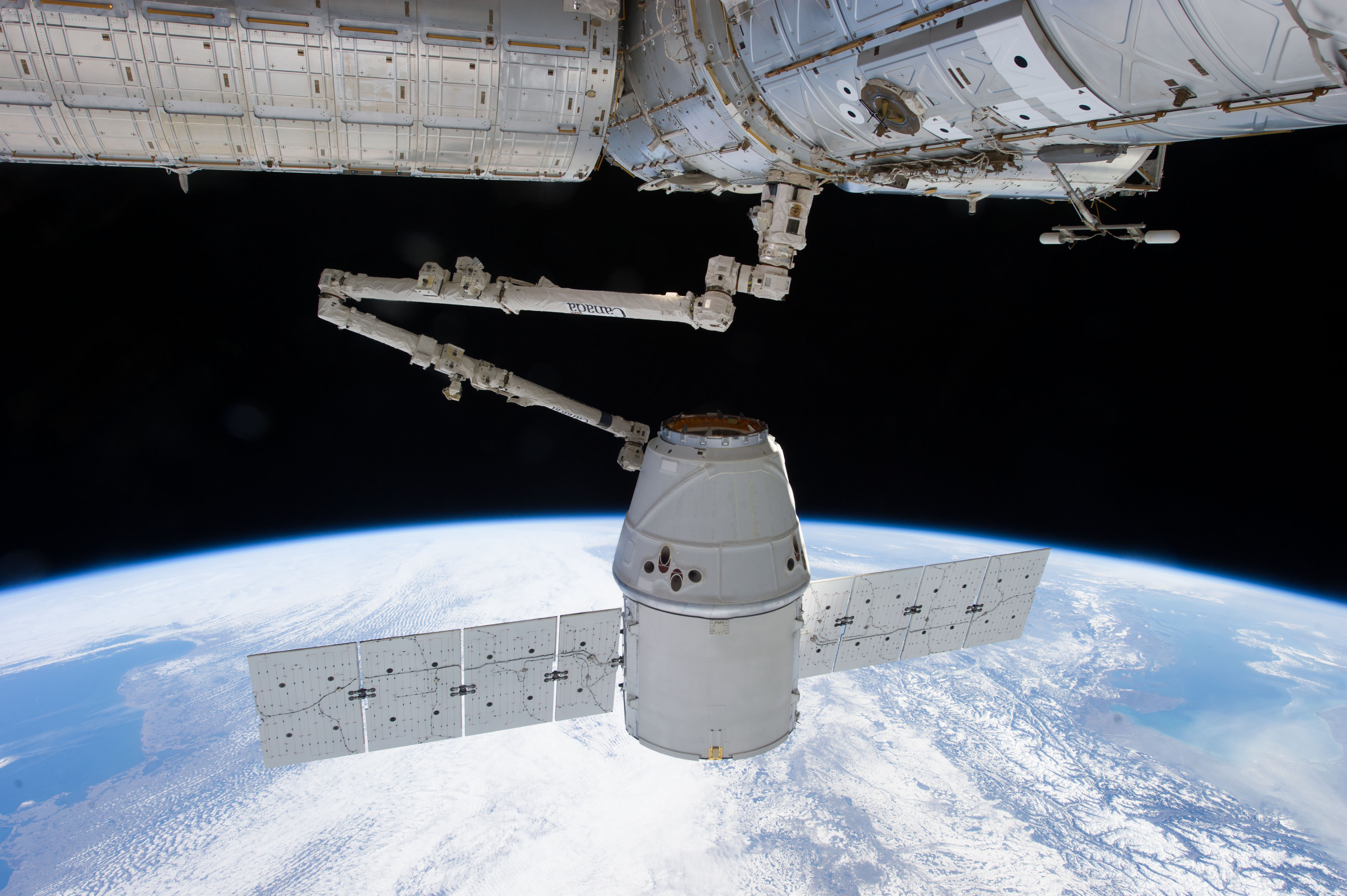
Dragon na misi CRS-2 během připojování k ISS, 3. března 2013

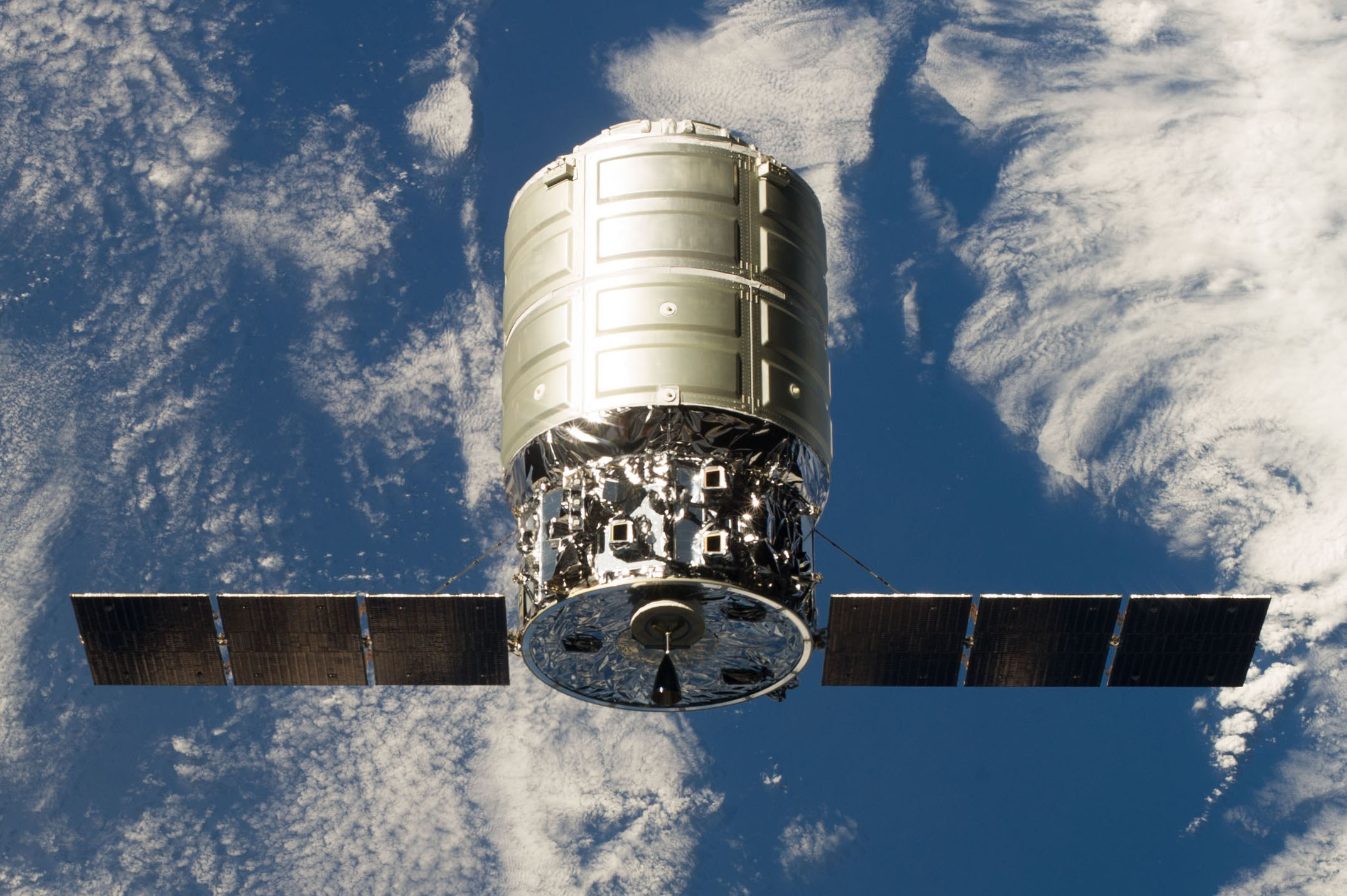
Předváděcí Cygnus Orb-D1 při příletu k ISS, 29. září 2013.

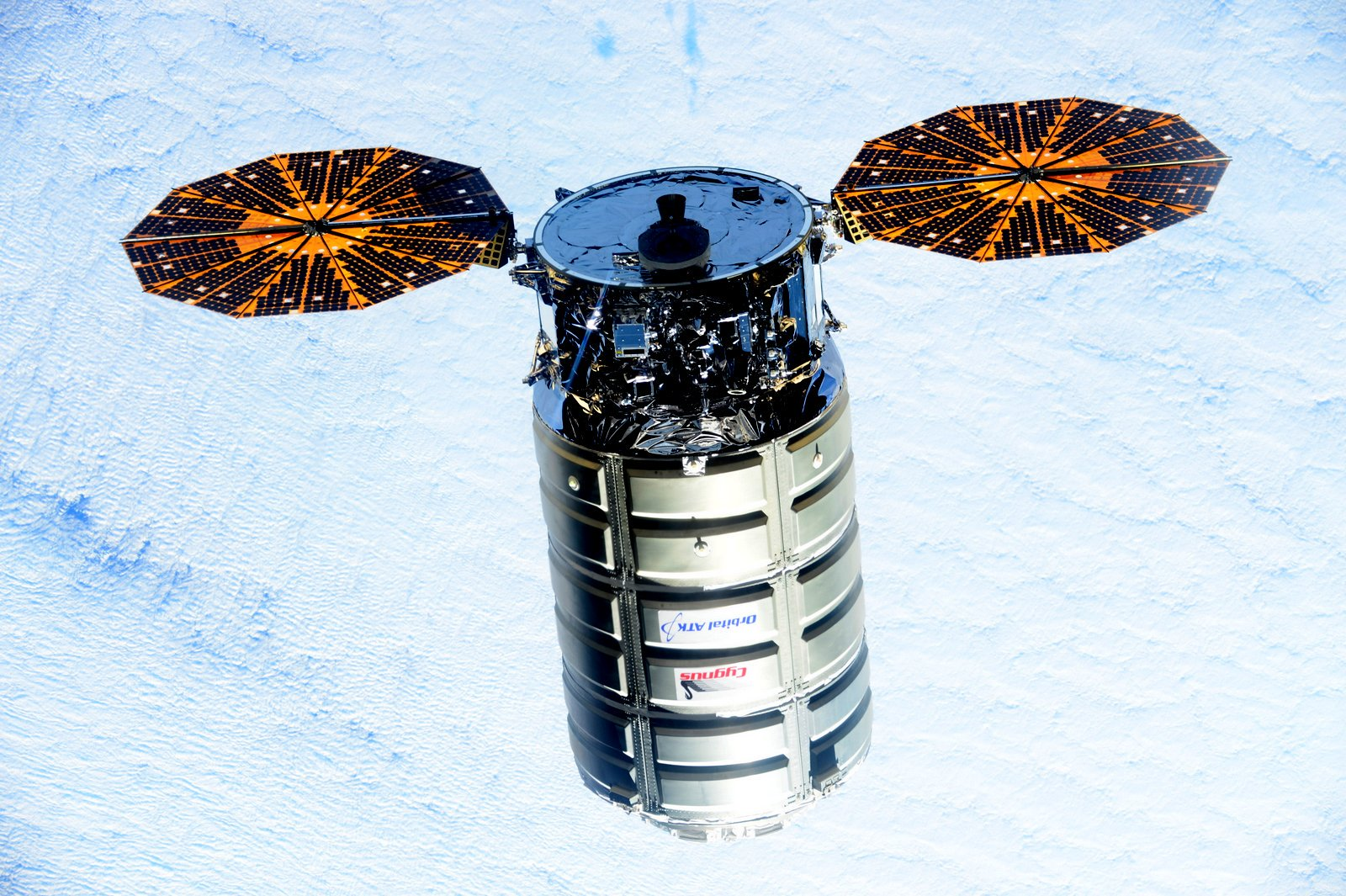
Vylepšená verze lodi Cygnus na misi OA-5 při příletu k ISS, 9. prosince 2015

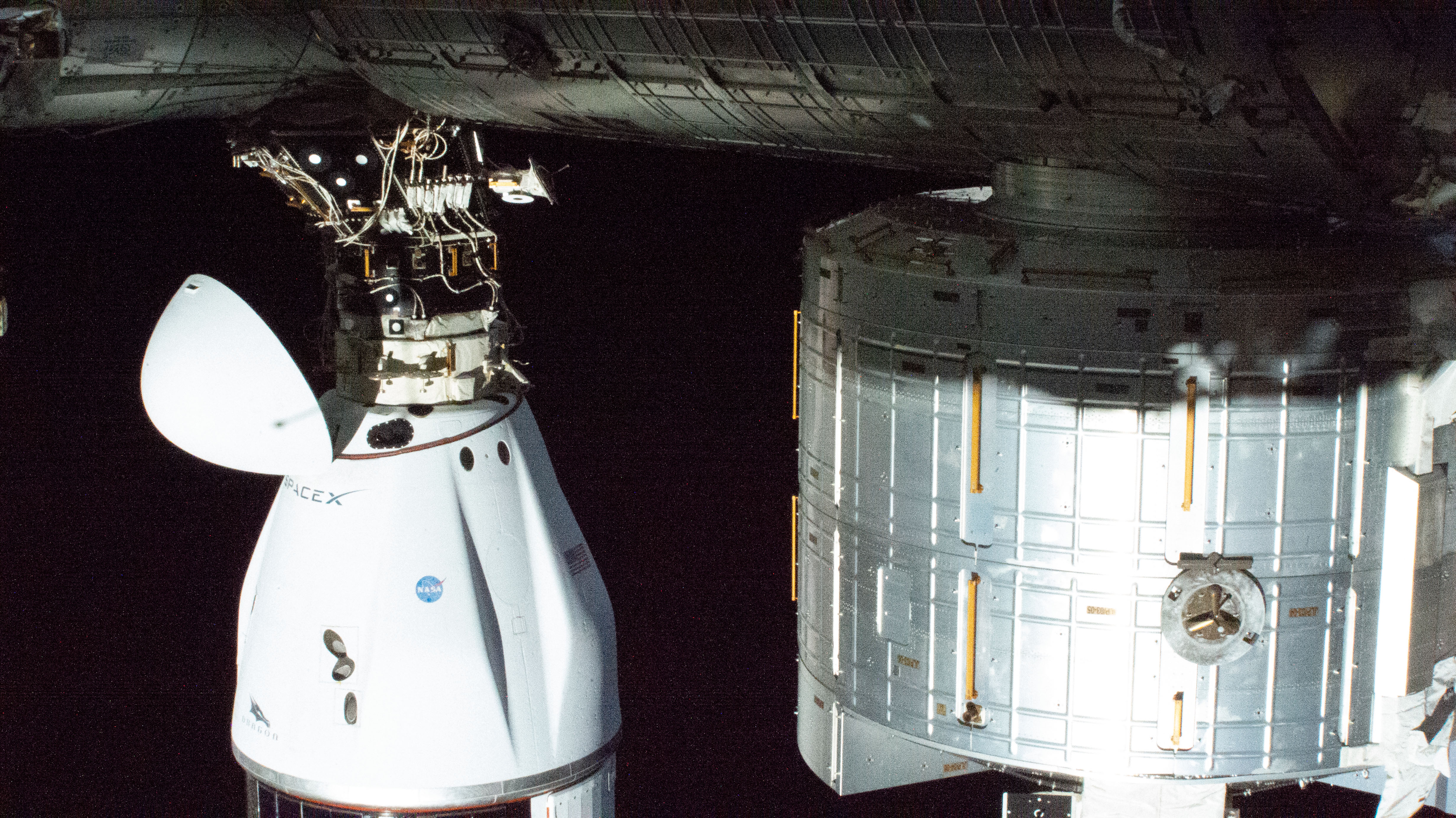
Dragon 2 na misi CRS-21, připojený k modulu Harmony, s modulem Kibo (vpravo), 9. ledna 2021

Commercial Resupply Services (CRS, česky lze přeložit jako Komerční zásobovací služby), je označení série letů nákladních kosmických lodí k Mezinárodní vesmírné stanici (ISS), které pro americkou vesmírnou agenturu NASA zajišťují na komerčním principu soukromé společnosti. První smlouvy byly podepsány v roce 2008, první let proběhl v roce 2012 a poslední v roce 2020. Druhá fáze CRS-2 byla smluvně upravena v roce 2016 a první let se uskutečnil v roce 2019.

## Vývoj programu

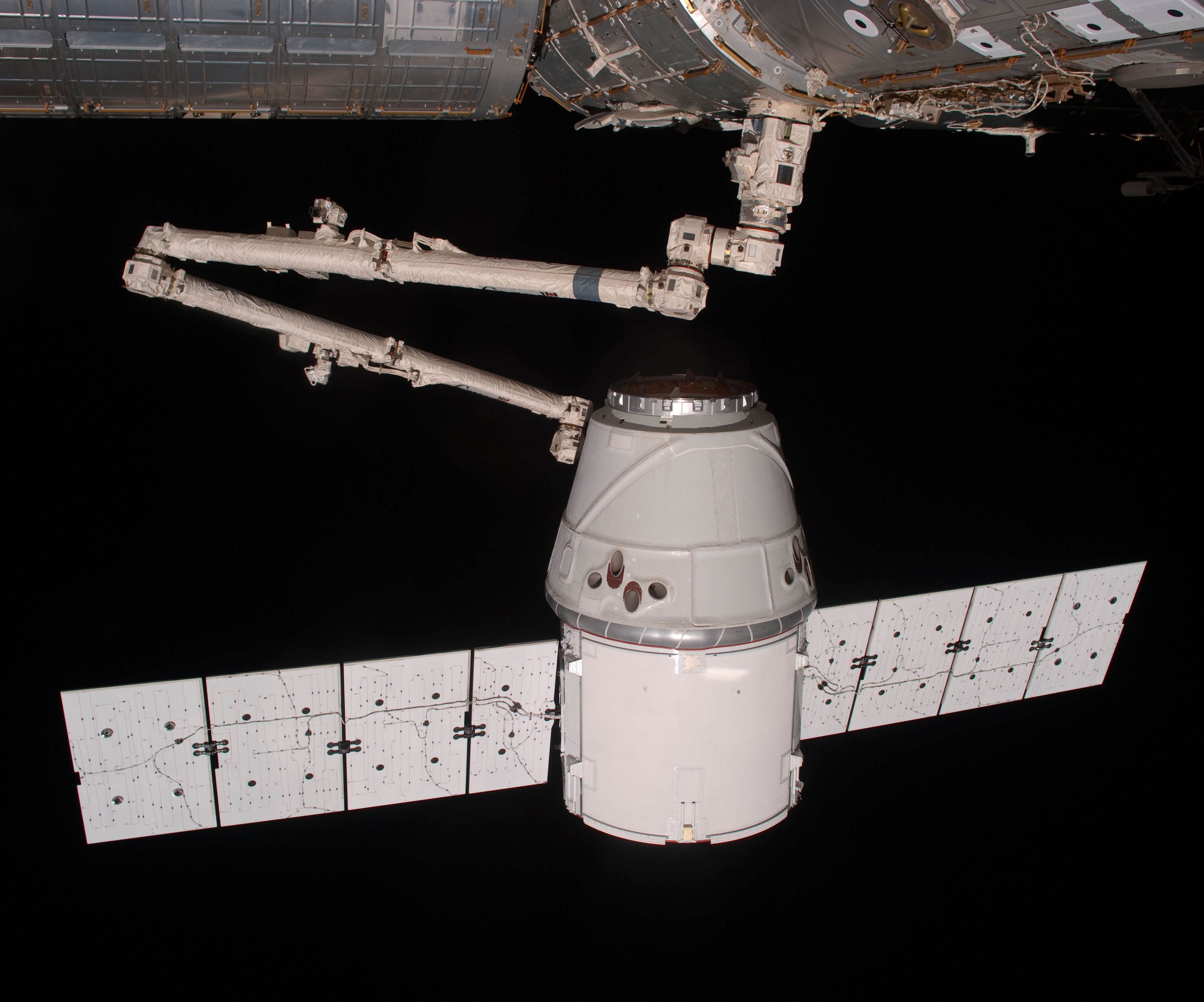
Kosmická loď Dragon zachycena na ISS s pomocí ramena Canadarm2. 25. května 2011 se stala první komerční lodí na ISS.

### Smlouvy CRS-1
Nosiče, kosmické lodě a startovní rampy byly pro program CRS připraveny v rámci dohod programu Commercial Orbital Transportation Services (COTS), které NASA podepsala v roce 2008 se společnostmi SpaceX (rakety Falcon 9 a lodi Dragon) a Orbital Sciences (rakety Antares a lodi Cygnus).
NASA oznámila udělení zakázek programu CRS oběma společnostem na tiskové konferenci 23. prosince 2008. Šlo o kontrakty zahrnující minimálně 20 misí do roku 2016, z toho 12 misí pro SpaceX (za 1,6 miliardy dolarů) a 8 misí pro Orbital Sciences (za 1,9 miliardy dolarů).
SpaceX úspěšně vypustila svou první raketu Falcon 9 s maketou lodi Dragon 4. června 2010. První let pro NASA, COTS Demo 1, se uskutečnil 8. prosince 2010 a demonstroval schopnosti lodi Dragon dostat se na oběžnou dráhu a udržet se na ní, přijímat a reagovat na pozemní příkazy a schopnost komunikovat prostřednictvím satelitního systému TDRS, který vybudovala NASA a tvoří ho pozemní stanice a satelity na geostacionární dráze. SpaceX 15. srpna 2011 oznámila, že NASA spojila cíle misí COTS Demo 2 a Demo 3 do jedné mise, přičemž nejdříve muselo dojít ke splnění cílů mise Demo 2.
Mise COTS Demo 2+ úspěšně odstartovala 22. května 2012, dopravila náklad na ISS a po necelých 6 dnech přistála v Tichém oceánu. NASA 23. srpna 2012 oznámila, že společnost SpaceX úspěšně splnila závazky v rámci kontraktu COTS a byla certifikována pro lety v rámci CRS. První let v rámci CRS SpaceX provedla v říjnu 2012.
Orbital Sciences dokončila svou certifikaci COTS jediným letem ve dnech 18. září až 23. října 2013 pod označením Cygnus Orb-D1. První CRS mise odstartovala 9. ledna 2014.

### Rozšíření první fáze
V březnu 2015 NASA přiobjednala v rámci první fáze ještě tři mise u SpaceX a jednu u Orbital Sciences a v květnu téhož roku přidala další dva lety pro Orbital Sciences. V únoru 2016 bylo do smlouvy CRS přidáno pět dodatečných misí pro SpaceX.
Podle auditu programu z roku 2018 zadala NASA 31 misí a smluvních úprav v hodnotě 5,93 miliardy dolarů, což představuje průměrné náklady 191,3 milionu dolarů na jednu misi. Z toho měla společnost SpaceX dokončit 20 misí s celkovou platbou 3,04 miliardy dolarů, v průměru 152,1 milionu dolarů na jednu misi. Společnost Orbital ATK měla podle zadaných zakázek dokončit 11 misí s celkovou platbou 2,89 miliardy dolarů, v průměru 262,6 milionu dolarů na misi. Audit dále konstatoval, že do prosince 2017 NASA na aktivity CRS-1 vynaložila 5,12 miliardy dolarů a do dokončení poslední mise v roce 2020 zaplatí zbylých 810 milionů dolarů.

### Zadání druhé fáze CRS
NASA zahájila proces výběru pro druhé období komerčních zásobovacích služeb v únoru 2014 a 10. dubna téhož roku zveřejnila detailní požadavky, především dodat ročně 14 250 až 16 750 kilogramů nákladu s typickým objemem 55 až 70 metrů krychlových v hermetizovaných sekcích kosmických lodí a přibližně 1 500 až 4 000 kg beztlakového nákladu. Stejné množství odpadu mělo být také vráceno na Zemi nebo zlikvidováno.
Do výběru se přihlásili oba dodavatelé z první etapy CRS, Orbital Sciences se svou ověřenou lodí Cygnus a SpaceX s inovovanou verzí dosud používané lodi Dragon, označované jako Dragon 2. Kromě nich předložily ve stanovené lhůtě své návrhy pro etapu CRS-2 společnosti Sierra Nevada Corporation, Boeing a Lockheed Martin.
Společnost Sierra Nevada navrhla využívat nákladní verzi svého raketoplánu Dream Chaser připravovaného pro lety s posádkou. Navrhovaný nákladní Dream Chaser Cargo System zahrnoval dodatečný vyměnitelný nákladní modul pro vyzdvižení a likvidaci odpadu. Také společnost Boeing ve svém návrhu počítala s úpravou své lodi CST-100 vyvíjené pro pilotované lety.
Lockheed Martin pro CRS-2 navrhl nový kosmický tahač s názvem Jupiter, který by na první let startoval společně s cargo modulem Exoliner, dopravil ho k ISS, ale po skončení mise by zůstal na oběžné dráze, zatímco Exoliner by zanikl v atmosféře. V dalších misích by byly vypuštěny pouze moduly Exoliner s nákladem, s nimiž by se Jupiter setkal na oběžné dráze a dovezl je k ISS. Lockheed naznačil, že toto řešení je vhodné i pro destinace za nízkou oběžnou drahou Země, např. pro zásobovací cesty k Měsíci nebo Marsu.

### Smlouvy CRS-2
Výsledek výběru dodavatelů pro druhou etapu programu CRS oznámila NASA 14. ledna 2016, kdy byly uzavřeny smlouvy se třemi dodavateli – Orbital ATK (dříve Orbital Sciences) s lodí Cygnus, Sierra Nevada Corporation s raketoplánem Dream Chaser a SpaceX s lodí Dragon 2. Každý z nich získal nejméně 6 startů od roku 2019 do roku 2024. Celkové náklady na poskytnuté dopravní služby by měly dosáhnout nejméně 6,31 miliardy dolarů. Lety podle smluv CRS-2 byly zahájeny v listopadu 2019 startem mise Cygnus NG-12, SpaceX první let podle nové smlouvy (CRS-21) uskutečnila v prosinci 2020. S prvním letem raketoplánu Dream Chaser společnosti Sierra Nevada se podle prvních plánů zveřejněných v roce 2019 počítalo v posledních měsících roku 2021, následovala však série odkladů vysvětlených především dopady celosvětové pandemie covidu-19 a technickými obtížemi – výrobce testovací exemplář Tenacity dokončil teprve na začátku listopadu 2023 a chystal se ho odeslat na rozsáhlé testování. V polovině října 2024 NASA vyhlásila, že počítá s prvním startem lodi nejdříve v květnu 2025
V listopadu 2020 vyšlo najevo, že společnost Northop Grumman, nástupce společnosti Orbital ATK a nový provozovatel lodí Cygnus, získala z programu CRS-2 další dva lety. A o měsíc později získala tři další mise také SpaceX.
V březnu 2022 si NASA objednala dalších 12 zásobovacích misí, z toho 6 u Northop Grumman a 6 u SpaceX, aby zajistila zásobování ISS až do roku 2026.
A 8. listopadu 2024 agentura oznámila plán prodloužit smlouvy CRS-2, dosud sjednané na období do konce roku 2026, o další 4 roky, do 31. prosince 2024, tedy až do předpokládaného konce existence stanice. Přitom od března 2023 přijímala nabídky od možných dalších dodavatelů přepravních služeb, ale žádná ze tří obdržených nabídek (od společností Gravitics, The Exploration Company a GEPA Logistics) nesplnila její požadavky. Proto rozhodla o prodloužení stávajících tří smluv CRS-2 na celkový objem nanejvýš 14 miliard dolarů s tím, že SpaceX dosud obdržela 2,8 miliardy, Northrop Grumman 2,7 miliardy a Sierra Space 1,4 miliardy dolarů.

## Lodi a lety programu CRS
Do obou etap programů CRS se zapojily celkem 4 verze 2 typů lodí – Dragon, Cygnus, Cygnus Enhanced a Dragon 2.

SpaceX absolvovala 20 letů první etapy CRS s 11 kabinami Dragon (výrobní čísla C103 – C113), protože tři kabiny letěly na dvě mise a další (C106, C108 a C112) byly použity dokonce třikrát. Rakety Falcon 9 s Dragony startovaly dvakrát až čtyřikrát ročně z rampy SLC-40 na letecké základně na mysu Canaveral (CCAFS) na Floridě. 
Orbital Sciences na první 3 lety vyslala základní verzi lodi své Cygnus, ale po havárii letu OA Orb-3 v roce 2014 urychlila přípravu vylepšené, tedy především prodloužené verze (označované Enhanced) s větším objemem hermetizovaného prostoru a od letu OA-4 v roce 2015 ji rutinně používá, a to i v režimu smlouvy CRS-2. Cygnusy startují v rytmu dvakrát ročně z rampy LP-0A na Středoatlantickém regionálním kosmodromu (MARS) ve Virginii.
SpaceX pro etapu CRS-2 používá druhou generaci lodí Dragon – Dragon 2, a to ve verzi Cargo Dragon. Startují z rampy LC-39A Kennedyho vesmírného střediska na Floridě. 
Lodi Cygnus se k ISS připojují pomocí robotické ruky Canadarm2, kterou ovládá některý z členů posádky stanice a pozemní personál. Podobně se k ISS připojovaly lodi japonské nákladní lodi HTV a také první generace lodi Dragon v první etapě programu CRS. Od etapy CRS-2 již Dragony 2 nepotřebují žádnou vnější pomoc a ke stanici se přibližují a připojují v automatizovaném (ve verzi Crew i v ručním) režimu, podobně jako ruské kosmické lodi Sojuz a Progress, nebo dříve evropské nákladní lodi ATV.
Ani jeden z obou typů lodí se v programu CRS nevyhnul vážné havárii. Výbuchem skončil jak let Cygnus Orb-3 (23 sekund po startu 28. října 2014), tak let SpaceX CRS-7 (139 sekund po startu 28. června 2015). Za poznámku stojí, že mezi oběma těmito selháními postihla nehoda také let ruské zásobovací lodi Progress M-27M. Při startu 28. května 2015 došlo při oddělení od třetího stupně nosné rakety k poškození lodi a ztrátě kontroly nad ní, což po několika dnech vedlo k jejímu zániku v atmosféře Země.
Lodě obou typů se u ISS poprvé setkaly 10. dubna 2016. K lodi Cygnus na misi OA-6, která se připojila o 14 dní dříve k modulu Unity, přibyl Dragon na misi CRS-8, který zakotvil u modulu Harmony. Od té doby se podobné situace opakují jednou až dvakrát ročně s výjimkou roku 2017, kdy se v červnu lety Cygnus OA-7 a SpaceX CRS-11 minuly o jediný den.